# Negative Approach
Negative Approach ist eine Hardcore-Band aus Detroit im US-Bundesstaat Michigan. Sie gehören gemeinsam mit Minor Threat, Bad Brains und Black Flag zu den Pionieren des Genres. Wie viele andere US-Hardcore-Bands dieser Zeit waren sie während ihrer Blütezeit eher unbekannt, gehören heutzutage aber zu den bekanntesten Bands der „alten Schule“. 

## Geschichte
Negative Approach wurden im August 1981 von John Brannon und Pete Zelewski gegründet, angeblich nach dem Besuch eines Konzertes von Black Flag. Das erste Line-up der Band bestand aus Brannon als Sänger, Rob McCullough an der Gitarre, Pete Zelewski am Bass und Zuheir Fakhoury am Schlagzeug. Nach kurzer Zeit verließ Zelewski die Band, um The Allied zu gründen. Er wurde durch Rob McCulloughs Bruder Graham ersetzt. Fakhoury wurde nach der "Process of Elimination"-EP durch Chris „O.P.“ Moore ersetzt. Das so entstandene Line-up mit Brannon/McCullough/McCullough/Moore änderte sich nicht mehr, bis sich Negative Approach trennten. Nach einem Auftritt auf einem Sampler und einer ersten Demo erschien die erste richtige Studioaufnahme 1982. Die selbstbetitelte EP erschien damals bei Touch & Go. Dieser Tonträger gilt heute als Klassiker. Im darauffolgenden Jahr wurde die Tied Down-LP veröffentlicht.
Die Band trennte sich während einer Tour 1983 und spielte ihre damals letzte Show in Memphis. Brannon stellte danach noch ein Line-up aus Kelly Dermody (Gitarre), Dave (Bass) und Mike (Schlagzeug) zusammen, nahm 1984 die Rice-City-Demo auf und ging noch einmal auf Tour.
2006 wurde Negative Approach von Sänger Brannon und dem zeitweiligen Schlagzeuger Moore wiederbelebt. Die Band gibt gelegentlich Konzerte mit altem Material, und Taang! Records veröffentlichte eine Kompilation mit unveröffentlichten Versionen alter Stücke. 2015 absolvierte die Band eine Europa-Tournee mit über 30 Spielorten, 2022 eine USA-Tour gemeinsam mit den Circle Jerks und den reformierten 7 Seconds. Bei Tourneen außerhalb der Vereinigten Staaten ist Moore auf Grund familiärer Verpflichtungen nicht dabei; vertreten wird er vom Meatmen-Schlagzeuger John Lehl.
Seit etwa 2000 bilden die Negative-Approach-Musiker parallel die Blues-Punk-Band Easy Action, die zwei Alben auf Reptilian Records veröffentlichte und international unter anderem mit Dinosaur Jr. auf Tournee war.

## Einflüsse und Stil
Der Stil von Negative Approach war maßgebend für viele nachfolgende Bands. Ihre Musik stellt eine Mischung aus Musik von Bands wie The Stooges oder Discharge dar und enthielt Einflüsse englischer Oi!-Bands wie The 4-Skins. Allmusic bezeichnet die Band als die "unbestrittenen Champions" des Hardcores im Mittleren Westen der USA zu Beginn der 1980er-Jahre. Die Musik der Band sei schnörkellos, extrem und gewalttätig; auf dem Album Tied Down sein auch Metal-Einflüsse hörbar. AllMusic-Rezensent Matt Kantor bezeichnete das 1992er-Kompilationsalbum Total Recall als "essenziell (...) für jeden, der Hardcore verstehen will".
Das deutschsprachige Online-Magazin laut.de setzte Negative Approach 2018 in seiner globalen Liste „Die 30 besten Hardcore-Bands“ auf Platz 10.

## Diskografie
- 1982: Negative Approach (EP, Touch and Go Records)
- 1983: Tied Down (Touch and Go)
- 1992: Total Recall (Kompilationsalbum, Touch and Go)
- 2005: Ready to Fight: Demos, Live and Unreleased 1981-83 (Kompilationsalbum, Reptilian)
- 2010: Friends of No One (EP, Taang! Records)
- 2011: Nothing Will Stand in Our Way (Kompilationsalbum, Taang!)
- 2012: Sugar Daddy Live Split Series  (Split-EP mit Die Kreuzen, Melvins und Necros), Amphetamine Reptile Records